# Wołowy Przechód
Wołowy Przechód (słow. Volí priechod, ok. 2350 m) – przełączka w Wołowym Grzbiecie w Tatrach Wysokich na granicy polsko-słowackiej. Znajduje się w głównej grani Tatr pomiędzy Wschodnim Wołowym Rogiem (Východný volí roh, ok. 2370 m) a Małym Wołowym Rogiem (Malý volí roh, ok. 2360 m).
Jest to szeroka i trawiasta przełęcz. Z obydwu jej stron można na nią wejść bez trudności. Ma duże znaczenie dla taterników, gdyż prowadzi nią najłatwiejsze zejście z grani Wołowego Grzbietu do Zachodu Grońskiego. Taternicy na przełączce ułożyli sporych rozmiarów kamienny kopczyk pełniący rolę drogowskazu. Mimo swojego znaczenia przełączka była jednak bezimienna. Jej nazwę utworzył dopiero Władysław Cywiński w 2006 roku w 12 tomie przewodnika Tatry.
Mimo kopczyka na Wołowym Przechodzie i szczegółowych opisów dróg wspinaczkowych powroty taterników z grani Wołowego Grzbietu do Morskiego Oka często kończą się błądzeniem i biwakowaniem, nawet przy dobrej pogodzie.

## Taternictwo
Pierwsze wejście na przełęczPodczas pierwszego przejścia granią Wołowego Grzbietu: Katherine Bröske i Simon Häberlein 11 września 1905 r.
Drogi wspinaczkowe
1. Z Zachodu Grońskiego; 0, miejsce I w skali UIAA, różnica wzniesień 30 m, czas przejścia 5 min[2],
2. Od południowego zachodu; 0-, z Wołowcowej Równi 20 min, od Ścieżki Obejściowej kilka chwil[2].

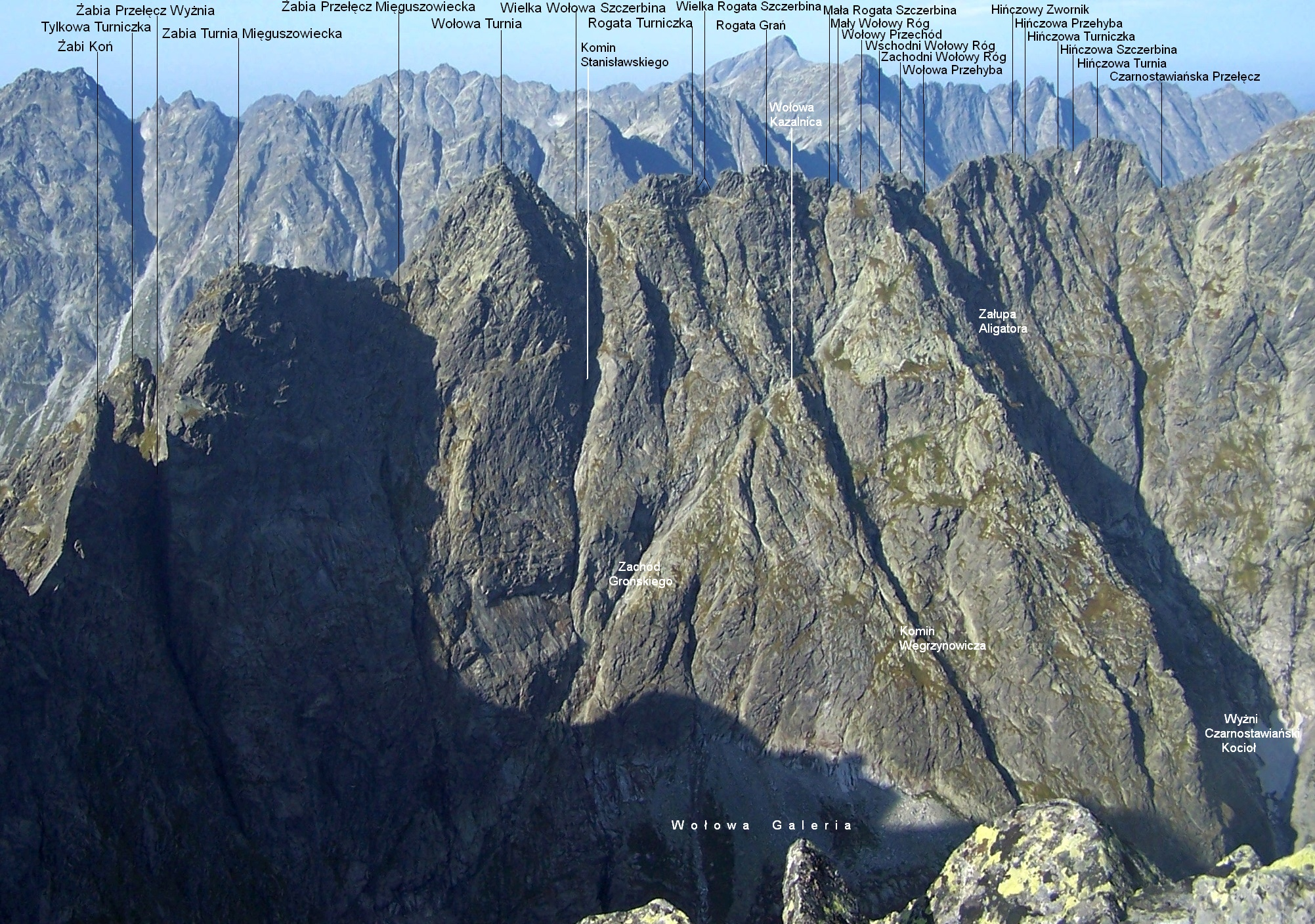
Widok z Rysów